# バーゼル放送交響楽団
バーゼル放送交響楽団（独: Radio-Sinfonieorchester Basel）は、スイスのバーゼルに存在した放送オーケストラ。

## 概要
1924年にチューリヒで結成された民間オーケストラを母体とする。1938年に「スイス放送管弦楽団」として発足。1949年に「ベロミュンスター放送管弦楽団」と名称を変更。1970年に本拠地をバーセルに移し「バーゼル放送交響楽団」となる。1997年にバーゼル交響楽団と合併する形で消滅した。

## 歴代首席指揮者
年号は在職年。
- ハンス・ハウク（1938年 – 1944年）
- ヘルマン・シェルヘン（1945年 – 1950年）
- パウル・ブルクハルト（1950年 – 1957年）
- エーリヒ・シュミット（1957年 – 1970年）
- ジャン＝マリー・オーベルソン（1971年 – 1974年）
- マティアス・バーメルト（1977年 - 1983年）
- ネロ・サンティ（1986年 - 1997年）